# Koninklijke Beerschot Voetbal en Athletiek Club
Pour les articles homonymes, voir Beerschot.
Ne pas confondre avec le K Beerschot VA, anciennement FCO Beerschot Wilrijk et KFC Olympia Wilrijk, porteur du matricule 155, fondé en 1921 et qui occupe les mêmes installations depuis 2013, ni avec le K Beerschot Antwerpen Club, anciennement Germinal Beerschot Antwerp (GBA) et Germinal Ekeren, porteur du matricule 3530, fondé en 1920 et disparu en 2013.
 (avril 2022).
La mise en forme du texte ne suit pas les recommandations de Wikipédia : il faut le « wikifier ».
Les points d'amélioration suivants sont les cas les plus fréquents. Le détail des points à revoir est peut-être précisé sur la page de discussion.
- Les titres sont pré-formatés par le logiciel. Ils ne sont ni en capitales, ni en gras.
- Le texte ne doit pas être écrit en capitales (les noms de famille non plus), ni en gras, ni en italique, ni en « petit »…
- Le gras n'est utilisé que pour surligner le titre de l'article dans l'introduction, une seule fois.
- L'italique est rarement utilisé : mots en langue étrangère, titres d'œuvres, noms de bateaux, etc.
- Les citations ne sont pas en italique mais en corps de texte normal. Elles sont entourées par des guillemets français : « et ».
- Les listes à puces sont à éviter, des paragraphes rédigés étant largement préférés. Les tableaux sont à réserver à la présentation de données structurées (résultats, etc.).
- Les appels de note de bas de page (petits chiffres en exposant, introduits par l'outil «  Source ») sont à placer entre la fin de phrase et le point final[comme ça].
- Les liens internes (vers d'autres articles de Wikipédia) sont à choisir avec parcimonie. Créez des liens vers des articles approfondissant le sujet. Les termes génériques sans rapport avec le sujet sont à éviter, ainsi que les répétitions de liens vers un même terme.
- Les liens externes sont à placer uniquement dans une section « Liens externes », à la fin de l'article. Ces liens sont à choisir avec parcimonie suivant les règles définies. Si un lien sert de source à l'article, son insertion dans le texte est à faire par les notes de bas de page.
- La présentation des références doit suivre les conventions bibliographiques. Il est recommandé d'utiliser les modèles {{Ouvrage}}, {{Chapitre}}, {{Article}}, {{Lien web}} et/ou {{Bibliographie}}. Le mode d'édition visuel peut mettre en forme automatiquement les références.
- Insérer une infobox (cadre d'informations à droite) n'est pas obligatoire pour parachever la mise en page.

Pour une aide détaillée, merci de consulter Aide:Wikification.
Si vous pensez que ces points ont été résolus, vous pouvez retirer ce bandeau et améliorer la mise en forme d'un autre article.
Maillots
Dernière mise à jour : 30 août 2011.
Le Koninklijke Beerschot Voetbal en Atletiek Club, souvent tout simplement appelée le Beerschot, était un club de football belge situé au sud de la ville d'Anvers. Le club fut fondé en 1899 et disparut en 1999 à la suite de difficultés financières. Il portait le matricule 13.
Sept fois champion de Belgique et vainqueur de deux Coupes de Belgique, le Beerschot disputa 90 saisons de championnat en séries nationales :
- 81 en Division 1 (6+66+9)
- 7 Division 2 (1+6)
- 2 en Division 3 (1+1).

## Histoire

### Débuts
En 1895 déjà, Ernest Grisar, le père d’Alfred, acquit un hippodrome situé près du parc “Beerschothof” au Kiel, un terrain de 19 hectares avec écuries, vestiaires, chalet et tribune. Alfred Grisar qui adorait le sport, saisit alors sa chance et réalisa son rêve : créer un grand club pour y pratiquer le hockey, le polo, le cricket, le rugby, le tennis, l’athlétisme et, bien sûr, son sport préféré… le football. Avec l’aide de ses amis Max Elsen, Edouard Lysen, Charles Hunter et Paul Müller, Alfred Grisar, il crée le Beerschot Athletic Club aux couleurs… mauve et blanc. Le préambule de la fondation du Beerschot eut lieu en 1895, lorsque Ernest Grisar acheta un hippodrome avec ses bâtiments et ses annexes au sSud de la ville d'Anvers. L'endroit portait le nom de « Kiel ». Par après, son fils Alfred, voyant les lieux et ses facilités, lui proposa de créer un club omnisports. Ernest Grisar trouva l'idée intéressante et fonda cette association, le 3 septembre 1899. Mais Ernest Grisar décéda quelques semaines plus tard dans le courant du mois de novembre. Son fils Alfred qui étudiait en Angleterre, au College of Brighton, rentra en Belgique. Il devint propriétaire des installations et du club pour lequel il choisit le nom de Beerschot, en rapport avec un parc boisé tout proche appelé « Beerschotshof ». Beerschot étant un lieu-dit au sud de l'endroit où se situe l'actuel stade Olympique du Kiel.
Alfred Grisar se fit conseiller pour ses débuts dans la gestion et s'entoura d'amis afin de l'aider. Chacun reçut une section sportive à gérer. LUi choisit le football car il aimait ce sport. Quelques années auparavant, il avait joué au poste de gardien de but pour l'Antwerp. Il nomma son club Beerschot Athletic Club et en choisit les couleurs : mauve et blanc.

### Rivalité anversoise
Grisar prit alors contact avec des joueurs de l'Antwerp et leur proposa de rejoindre son nouveau club. Le 8 avril 1900, l'Antwerp s'inclina en test-match pour l'attribution du titre contre le Racing CB (1-0). À la suite de cette défaite, de nombreux joueurs s'en allèrent et signèrent au Beerschot. Ils furent tellement nombreux que l'Antwerp s'estima incapable de poursuivre dans la plus haute division. Le futur « matricule 1 » préféra se retirer temporairement. À cette époque, les règlements ne prévoyaient ni relégation, ni promotion. Les entrées dans la seule série nationale existante se font après élection par la Fédération. 
Ce détournement de joueurs resta en travers de la gorge des dirigeants et sympathisants de l'Antwerp. Une rivalité venait de naître.

### Débuts immédiats
Le 6 mai 1900, le Beerschot AC joua son premier match. Une partie amicale contre les Réserves de l'Antwerp. Le 15 mai 1900, le Beerschot devint officiellement membre de l'UBSSA. Celle-ci autorisa le nouveau club à participer au championnat de la plus haute division dès l'automne 1900. 
Lors de sa première saison (1900-1901), le Beerschot termina vice-champion de Belgique derrière le Racing CB. Le club se qualifia pour le tour final du championnat lors des deux saisons suivantes puis commença à reculer dans le tableau. En 1902, le Beerschot absorba l'Antwerp Lyon's Club.

### Premier relégué officiel
Lors de la saison 1905-1906, la Fédération adapta le règlement du championnat et décréta qu'à la fin de la compétition, le dernier classé serait relégué et laisserait sa place à un club promu. Le Beerschot AC eut le triste honneur d'être le premier relégué officiel. La saison suivante (1906-1907), le club devint le premier « club-ascenseur », dans le sens descendre une saison et remonter la suivante.

### 66 saisons parmi l'élite

#### L'âge d'or
Revenu en Division d'Honneur lors de la saison 1907-1908, le Beerschot ne la quitta plus avant la fin de la saison 1980-1981. Soit 73 ans pour 66 saisons consécutives dans la plus haute division belge. 
Jusqu'aux années 1920, le club resta dans le ventre mou du classement. Toujours entre la 4e et la 7e place sur 14 équipes, « les Mauves » évitèrent la relégation de justesse en 1912. Les années 1920 et 1930 connurent l'apogée du football anversois. Le Beerschot (7), l'Antwerp (2) et le Lierse (1) conquirent 10 titres et de nombreuses places d'honneur. Seule la grande Union parvint à entraver cette hégémonie à peine troublée par les deux équipes brugeoises.
Le Beerschot connut son âge d'or. Devenu "Société Royale" en 1925, le club prit le nom de K. Beerschot AC et se vit attribuer le matricule 13«  » en décembre 1926. Après cela, le Beerschot fut encore champion en 1928, puis remporta encore les deux championnats précédents la Seconde Guerre mondiale. Entre les deux, le club dut se passer de sa vedette Raymond Braine. Celui fut suspendu par la fédération pour « faits de professionnalisme ». Le joueur s'exila au Slavia Prague en Tchécoslovaquie. 
Après le conflit, le « matricule 13 » ne coiffa plus jamais les lauriers nationaux. Dans les années 1950, il compta pourtant dans ses rangs le premier soulier d'or du football belge: Rik Coppens.
En 1968, comme de nombreux autres cercles flamands, le Beerschot opta pour la forme néerlandophone de son nom et devint le Koninklijke Beerschot Voetbal en Atletiek Vereniging (ou K. Beerschot VAV).

### Derniers succès
Dans les années 1970, sous la présidence de Pierre Stoop, le K. Beerchot VAV retrouva le succès. Le titre resta intouchable, mais deux coupes de Belgique vinrent garnir la salle des trophées. L'équipe compta plusieurs joueurs notoires tels que Juan Lozano, Walter Meeuws ou le Haïtien Emmanuel Sanon. Durant cette décennie, le vieux Kiel connut cinq soirées européennes, mais le bilan continental total fut maigre: 2 victoires, 2 nuls et 6 défaites.
Après le décès du Président Stoop, en 1978, le club commença à décliner. À la fin de la saison 1980-1981, le Beerchot fut accusé de corruption par Beringen, et relégué en Division 2. La saison suivante, il remporta le tour final de division 2 et remonta parmi l'élite. Mais les socuis financiers s'accumulèrent. Le club flirta plusieurs fois avec la descente. Son meilleur classement fut une 7e place en 1985-1986.

### Dernières années
En 1987, l'Administration fiscale belge réclamant des arriérés d'impôts, bloqua les 40 millions de francs du transfert de Patrick Vervoort  vers Anderlecht. Trois ans plus tard, le Beerschot subit un redressement fiscal après qu'un contrôle eut révélé des énormités (faux en écritures, fraude fiscale, oubli de déclaration de TVA). Dernier et relégué en 1990-1991, le Beerschot se vit renvoyé en Division 3 en raison de sa situation financière.
En 1991, le matricule prit le nom de Beerschot Voetbal en Athletic Club ou Beerschot VAC. Champion dès sa première saison en D3, le club réintégra la Division 2 et y participa au tour final pour la montée lors des quatre saisons suivantes, mais échoua chaque fois à rejoindre la Division 1.
En 1995, le club reprit à nouveau son titre de Société Royale dans son appellation. Le Koninklijke Beerschot VAC termina 14e en 1997. Bon dernier et relégué en 1997-1998, le matricule 13 échoua à la 15e place en D3 en 1998-1999.
C'était synonyme de descente en Promotion. Le Beerschot n'y joua jamais. De rapides négociations aboutirent. Il n'y eut aucune fusion. Le Beerschot arrêta ses activités et son matricule numéro 13 fut radié, tandis que dans le même temps, confronté à l'exigüité de son stade du Veltwijk, le K. FC Germinal Ekeren déménagea vers le Kiel et changea son nom en K. FC Germinal Beerschot Antwerpen. Le Beerschot disparut alors après 99 ans et 9 mois d'existence.

### Renaissance du nom
En mai 2011, après plusieurs mois de lutte interne, la direction du K. FC Germinal Beerschot change de propriétaire. Le groupe emmené par Patrick Vannoppen prend le contrôle du club. Les anciens du Germinal sont mis en minorité. La nouvelle direction demande et reçoit l'autorisation de modifier l'appellation du matricule 3530 qui devient Koninklijke Beerschot Antwerpse Club ou KFC Germinal Beerschot Anvers.

## Anciens noms
- 1900 : Beerschot Athletic Club (Beerschot AC)
- 1925 : Royal Beerschot Athletic Club (R. Beerschot AC)
- 1968 : Koninklijke Beerschot Voetbal en Atletiek Vereniging (K. Beerschot VAV)
- 1991 : Beerschot Voetbal en Atletiek Club (Beerschot VAC)
- 1995 : Koninklijke Beerschot Voetbal en Athletiek Club (K. Beerschot VAC)

## Logos

Logo du Beerschot VAV
Logo du Beerschot AC

## Résultats dans les divisions nationales
Statistiques clôturées, club disparu

### Bilan
| Niv | Divisions     | Jouées | Titres | TM Up | TM Down |
| --- | ------------- | ------ | ------ | ----- | ------- |
| I   | 1re nationale | 81     | 7      |       |         |
| II  | 2e nationale  | 7      | 0      | 5     |         |
| III | 3e nationale  | 2      | 1      |       |         |
| IV  | 4e nationale  | 0      | 0      |       |         |
| V   | 5e nationale  | 0      | 0      |       |         |
|     |               |        |        |       |         |
|     | TOTAUX        | 90     | 8      | 5     | 0       |

- TM Up : test-match pour départager des égalités, ou toutes formes de Barrages ou de Tour final pour une montée éventuelle.
- TM Down : test-match pour départager des égalités, ou toutes formes de Barrages ou de Tour final pour le maintien.

### Palmarès

#### Championnat de Belgique
7 titres : 1921-1922, 1923-1924, 1924-1925, 1925-1926, 1927-1928, 1937-1938, 1938-1939.

#### Coupe de Belgique
Vainqueur : 1970-1971, 1978-1979.

#### Récompenses individuelles

##### Soulier d'or
Voir Soulier d'Or
- 1954 : Rik Coppens

##### Meilleurs buteurs en D1
Voir Meilleurs buteurs
- 1900-1901:  Herbert Potts
- 1901-1902:  Herbert Potts
- 1908-1909:  Vahram Kevorkian
- 1920-1921:  Ivan Thys
- 1921-1920:  Ivan Thys
- 1927-1928:  Raymond Braine
- 1928-1929:  Raymond Braine
- 1942-1943:  Arthur Ceuleers
- 1952-1953:  Rik Coppens
- 1954-1955:  Rik Coppens
- 1957-1958:  Jozef Vliers
- 1969-1970:  Lothar Emmerich

## Joueurs connus
- Pierre Braine
- Raymond Braine
- Lucian Bălan
- Roberto Cabral
- Arthur Ceuleers
- Julien Cools
- Rik Coppens
- Jos Daerden
- Bob Dalving
- Ivan De Ferm
- Fons De Winter
- Lothar Emmerich
- André Fierens
- Charles Geerts
- Dirk Goossens
- Tommy Hansen
- Wim Hofkens
- Herman Houben
- Constant Huysmans
- Andrej Jeliazkov
- Vahram Kevorkian
- Rik Larnoe
- André Lauryssen
- Patrick Van Kets
- Juan Lozano
- Guido Mallants
- Walter Meeuws
- René Mücher
- John Van Alphen
- Herbert Potts
- Jan Ruiter
- Emmanuel Sanon
- Marc Schaessens
- Neel Seys
- Jos Smolders
- Chris Stroybant
- Gérard Sulon
- Simon Tahamata
- Guy Thys
- Ivan Thys
- Jari Rantanen
- Arto Tolsa
- Jan Tomaszewski
- Stanley Van Den Eynde
- Jan Verheyen
- Patrick Vervoort
- Jozef Vliers
- Willy Wellens

## Entraîneurs
| - 1913-1914 : Bingley - 1914-1918 : Janssens - 1918-1920 : Valence - 1920-1923 : Delausnay - 1923-1929 : Dick - 1929-1931 : Pelsmaecker - 1931-1936 : Roberts - 1936-1942 : Wesely - 1942-1946 : Janssens - 1946-1947 : Copping - 1947-1952 : Stijnen - 1952-1953 : Gommers - 1953-1955 : Jones - 1955-1957 : Berkessy - 1957-1958 : Ratinckx - De Vos - 1958-1960 : De Vos - 1960-1961 : Sárosi - 1961-1962 : D'Hollander - 1962-1966 : Béres - 1966-1967 : Van Boxelaer - 1967-1969 : Van Beneden - 1969-1970 : Vliers |  | - 1970-1972 : Béres - 1972-1974 : Geeraerts - 1974-1975 : Nollet - Coppens - 1975-1978 : Coppens - 1978-1979 : Geeraerts - Knobel - 1979-1980 : Novak - 1980-1981 : Knobel - Nollet - 1981-1982 : Nollet - 1982-1984 : Coppens - 1984-1985 : Nasdalla - Koudijzer - 1985-1986 : Koudijzer - 1986-1987 : Davidovic - 1987-1988 : Smolders - 1988-1989 : Hughes - 1989-1990 : Heylens - 1990-1991 : Koudijzer - 1991-1992 : Kuusela - Mallants - 1992-1995 : Desaeyere - 1995-1996 : Peeters - 1996-1997 : Storme - 1997-1998 : Hulshoff - Noë - 1998-1999 : Noë |

## Parcours européens
- 1T = Premier tour
- 1/8 = Huitièmes de finale

| Competition    | Niveau | Pays | Club                  | Score    |
| -------------- | ------ | ---- | --------------------- | -------- |
| CE III 1968-69 | 1T     |      | DWS Amsterdam         | 1-1, 1-2 |
| CE II 1971-72  | 1T     |      | Anorthosis Famagouste | 7-0, 1-0 |
|                | 1/8    |      | BFC Dynamo Berlin     | 1-3, 1-3 |
| CE III 1973-74 | 1R     |      | Vitória Sétubal       | 0-2, 0-2 |
| CE II 1979-80  | 1R     |      | NK Rijeka             | 0-0, 1-2 |